# Anh hùng thứ thiệt
Anh hùng thứ thiệt (tiếng Trung: 嘩！英雄, tiếng Anh: What a Hero!, Hán-Việt: Wow! Anh hùng) là một bộ phim hài - hành động - võ thuật ra mắt lần đầu tại Hồng Kông năm 1992 do Trần Mộc Thắng làm đạo diễn, với sự tham gia của các diễn viên gồm Lưu Đức Hoa, Trương Mạn Ngọc, Huỳnh Thu Sinh, Trương Diệu Dương, Trần Huệ Mẫn và Trương Gia Huy. 

## Nội dung
Nguyên Đức Hoa là một cảnh sát được thăng chức từ quê hương khi hoàn thành xuất sắc phi vụ bắt tên cướp biển rất trắng trợn, để rồi anh nhận được một công việc có uy tín ở một thành phố lớn. Tuy nhiên, khi đến nơi, anh cùng với các cộng sự bị đàn em do Tất Nghĩa cầm đầu chơi xấu. Thậm chí là đồng đội anh còn bị một tên cảnh sát khác trong đám đàn em ấy chế giễu. Hắn chính là Trương Dương, một tên cảnh sát thiện xạ nhưng lại có tài về võ taekwondo và đã từng giành quán quân của môn võ này trong nhiều năm.
Gần đây, đồng đội và Đức Hoa đã giải quyết được một vụ án lớn nhưng do Trương Dương đi trước một bước và được tín nhiệm nên cả Đức Hoa và đồng đội phải bó tay. Đức Hoa buồn rầu, ủ rũ về nhà vì bị chơi khăm. Vì muốn chứng minh được tình yêu thời thơ ấu của mình - chính là cô gái A Lan và mẹ của cô, nên anh đã quay trở lại thành phố để thách đấu Trương Dương trong một cuộc thi đấu taekwando. Cuối cùng anh đã giành chiến thắng.

## Diễn viên
- Lưu Đức Hoa trong vai Nguyên Đức Hoa
- Huỳnh Thu Sinh trong vai Sinh Trừu Vượng
- Trương Gia Huy trong vai cảnh sát
- Trương Diệu Dương trong vai Trương Dương
- Trần Huệ Mẫn trong vai Tất Nghĩa
- Trương Mạn Ngọc trong vai A Lan
- Tần Bái trong vai cha A Lan

## Doanh thu
Bộ phim thu về hơn $11.5 triệu sau buổi công chiếu tại rạp từ ngày 27 tháng 2 đến ngày 11 tháng 3 năm 1992 tại Hồng Kông.